# Großer Happ
Der Große Happ, auch Großes Happ, ist ein 3352 m ü. A. hoher Berggipfel des Dorferkamms in der Venedigergruppe in Osttirol (Österreich). Er liegt im Norden des Gemeindegebiets von Prägraten am Großvenediger. Benachbarte Gipfel sind der Südliche Happ und der Kleine Happ im Südwesten und der Große Geiger im Nordwesten. Der Große Happ ist die höchste Erhebung des Dorferkamms.

## Namensgebung und Geschichte
Das „Happ“ ist ein Dialektausdruck für „Schaf“, weshalb die Namensgebung des Gipfels eigentlich „Großes Happ“ und nicht „Großer Happ“ lauten müsste. Die Erstbesteigung des Großen Happ erfolgte 1854 durch Meßgehilfen, eventuell auch durch H. v. Acken über die Südwestflanke. Die erste Gratüberschreitung zum Großen Geiger erfolgte 1897 durch K. Mittermayer im Jahr 1897. Die Nordwestflanke wurde am 20. August 1922 von K. Schroetter und G. Strempel überwunden, über die Ostwand stiegen am 18. August 1933 erstmals W. Blechschmidt, R. Klose und E. Mille zum Gipfel auf.

## Lage
Der Große Happ liegt im Norden des Dorferkamms im Bereich der Kernzone des Nationalparks Hohe Tauern. Östlich befindet sich der Talkessel des Stredacher Winkl mit dem Maurerbach, westlich fließt der Dorfer Bach. Der Große Happ stürzt nach Osten mit sehr steilen Felswänden zum Dorferkees ab, westlich stürzt der Berg zum Ostflügel des Maurerkees ab. Am Nordgrat des Großen Happ fällt der Grat in einer ersten Stufe zur Nordschulter (3319 m ü. A.) ab, danach folgt die Happscharte, die den Großen Happ vom Großen Geiger (3364 m ü. A.) trennt. Zudem strahlt der Große Happ einen langen Südwestgrat aus, der den Südlichen Happ (3304 m ü. A.) und den Südostgipfel beherbergt.

## Aufstiegsmöglichkeiten
Der Aufstieg zum Großen Happ erfolgt von der Essener-Rostocker Hütte oder von der Johannishütte zunächst auf dem markierten Steig des Schweriner Wegs. Unterhalb des Kleinen Geigers verlässt man den markierten Weg und gelangt westlich vorbei am Kleinen Geiger auf die Westseite des Maurerkees, das flach bis zum Südwestsporn des Berges (Spaltengefahr) gequert wird. Der Südwestsporn weist am Einstieg Kletterstellen (I) auf, wobei man nach kurzer Kletterei den schuttbeladenen Südwestrücken erreicht. Auf ihm erfolgt der Anstieg bis zum Gipfel, wobei keine weiteren Kletterstellen mehr zu meistern sind.
Neben dem Normalweg bestehen mehrere Alternativrouten, wobei von der Ostwand auf Grund starker Brüchigkeit von den Erstbesteigern dieser Variante abgeraten wurde. Die Route über die Nordwestflanke (II) erfolgt vom Südwestgratfuß links über den Gletscher, wobei die Nordwestflanke links vom Nordgrat und rechts vom Südwestgrat flankiert ist. Der Einstieg in die Nordwestflanke erfolgt links bei einem großen Block, der zunächst erstieg wird. Von ihm führt der Weg über ein schmales Band rechts aufwärts zu einem kleinen Ebenen Fleck und danach etwas links erneut über ein Band. Ein weiteres Band links führt den Ersteiger unter einen kleinen Überhang, der oben rechts die Flanke sperrt. Der Überhang wird unten links gequert, wobei neuerlich ein Überhang erreicht wird. Dieser kann erklettert (III+) oder umgangen werden, indem zu einer kleinen Scharte in den Südwestgrat gewechselt wird.
Für den Gratübergang zum Großen Geiger erfolgt vom Gipfel des Großen Happ der steile Felsabstieg zur Happscharte, wobei hierzu der Nordgrat östlich umgangen wird und danach auf einem Band zum Grat die Nordschulter erklommen wird und der Abstieg zur Scharte erfolgt. Danach wird der unschwierige Firnkamin im Gegenanstieg bis zu einer brüchigen Felsbildung überwunden. Über diese und am Südgrat erfolgt schließlich der Schlussanstieg zum Großen Geiger.